# ۵۹۲ (میلادی)
۵۹۲ (میلادی) پانصد و نود و دومین سال تقویم میلادی است.

## درگذشتگان
‎